# Symmetry Spire
Symmetry Spire ist ein Berg im Grand-Teton Nationalpark im Westen des US-Bundesstaates Wyoming. Er hat eine Höhe von 3214 m und ist Teil der Teton Range in den Rocky Mountains. Er erhebt sich unmittelbar westlich des Jenny Lake und liegt südlich des Hanging Canyons und nördlich des tief eingeschnittenen Cascade Canyons. Im Hanging Canyon liegt der kleine Bergsee Lake of the Crags. Der Mount Saint John liegt rund 1 km nördlich von Symmetry Spire, Rock of Ages ca. 1 km westlich. Der Berg ist bei Kletterern beliebt, der Gipfel kann in 2 bis 3 Stunden ab dem Westufer des Jenny Lake bestiegen werden. Die Erstbesteigung erfolgte am 20. August 1929 durch Fritioff Fryxell und Phil Smith.

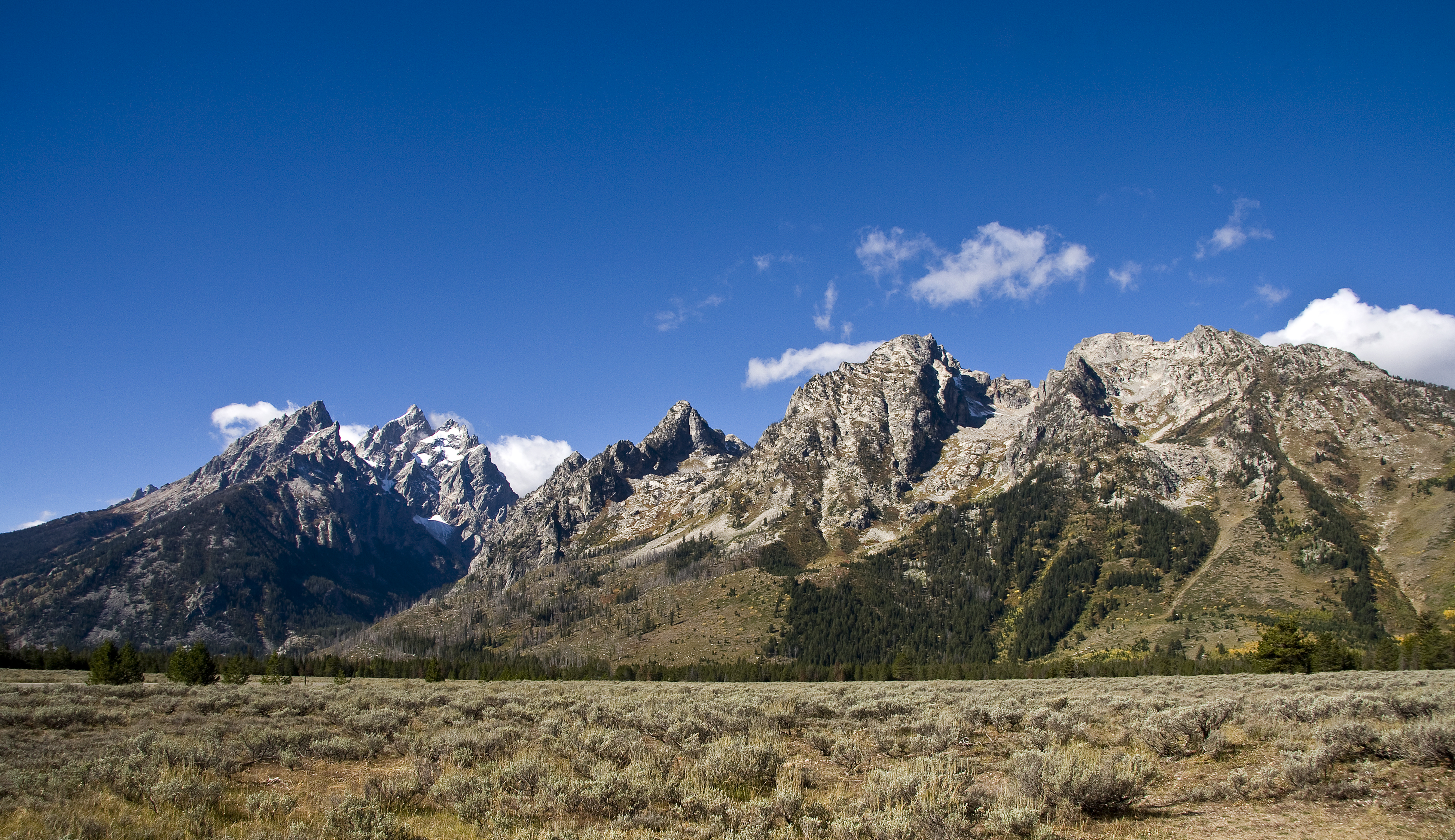
Teton Range, von links nach rechts: Cathedral Group (Teewinot Mountain, Grand Teton, Mount Owen), Cascade Canyon, Symmetry Spire, Hanging Canyon, Mount Saint John und Rockchuck Peak

## Belege
1. ↑  Geonames: Symmetry Spire. Abgerufen am 14. März 2021.
2. ↑  Peakbagger: Symmetry Spire. Abgerufen am 14. März 2021.
3. ↑  Naturalatlas: Symmetry Spire. Abgerufen am 14. März 2021 (englisch).
4. ↑  Summitpost: Symmetry Spire : Climbing, Hiking & Mountaineering. Abgerufen am 14. März 2021.
5. ↑  Ortenburger, Leigh (November 1, 1996): A Climber's Guide to the Teton Range. Hrsg.: Mountaineers Books. ISBN 978-0-89886-480-9, S. 304–313.